# Pamri Sar
Pamri Sar je hora vysoká 7 016 m n. m. nacházející v pohoří Karákóram v oblasti Gilgit-Baltistán v Pákistánu.

## Charakteristika
Hora leží v centrální části pohoří Batura Muztagh a stoupá severně od ledovce Batura na jeho západním konci. Vrchol je vzdálený 21 km severozápadně od hory Batura Sar. 

## Prvovýstup
Prvovýstup na vrchol Pamri Sar byl proveden italskou expedici v roce 1986 přes severní hřeben.